# Torre Vilaclara
La Torre Vilaclara és un edifici del municipi de Sant Feliu Sasserra (Bages) declarada bé cultural d'interès nacional.

## Descripció
Formant part del conjunt del mas Vilaclara, es conserva una torre medieval.
El mas és un gran casal de planta rectangular, l'accés al qual s'efectuava per un passeig de castanyers. L'edifici és de quatre plantes. A la façana posterior té una torre adossada, que forma part del conjunt modern i sobresurt un pis respecte a la resta.
El conjunt és dominat, visualment, per obertures que li donen l'aspecte de simètric: finestres als baixos i tres balcons al primer pis. Al segon pis l'estructura es repeteix doblant el nombre de balcons, que són més estrets. El pis superior, on s'hi troben les golfes, és dominat per petites i estretes finestres. El ràfec és de maó, amb cabirons de fusta, i és sostingut per mènsules de pedra que li fan de suport. Cada pis queda separat per una línia d'impostes de pedra. A l'interior unes grans habitacions recorden l'ambient del segle passat: carruatges, mobiliari, eines del camp...

## Història
De la torre medieval no se'n coneix cap referència històrica.
La llinda del portal d'entrada del mas mostra la data 1895 i una inscripció recorda el nom del seu promotor: Rafael Vilaclara Gibert. Es tracta d'un cavaller del mas Vilaclara que va passar a residir a Barcelona, va fer fortuna, renuncià al dot familiar i va començar la construcció d'aquest edifici, a la vegada que comprava diferents peces de terra al municipi de Sant Feliu. Posteriorment, aquesta família va cedir al municipi els terrenys per a construir les escoles, entre d'altres.
Avui pràcticament no s'hi viu, ja que els propietaris habiten, en règim de segona residència, la casa que hi ha al seu costat, més petita i més acollidora.